# 1917年1月9日德国皇家委员会会议

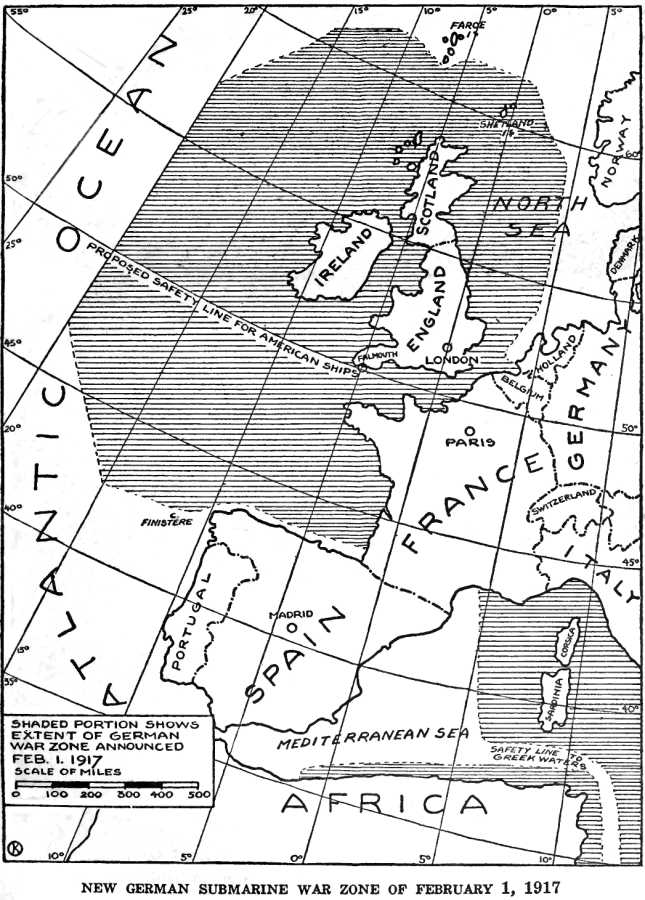
自1917年2月1日起生效的无限制潜艇战区域

1917年1月9日，由德皇威廉二世主持召开皇家委员会会议，会议决定恢复无限制潜艇战。1916年德国军方提出恢复无限制潜艇战的政策时，遭到时任宰相特奧巴爾德·馮·貝特曼-霍爾韋格之政府反对，因其担心恢复无限制潜艇战可能会疏远包括美国在内的中立国间的关系。
特奧巴爾德·馮·貝特曼-霍爾韋格认定最终决定权于德皇威廉二世手中，并就此事召开皇家委员会会议。主持会议的帝国海军参谋部部长亨寧·馮·霍爾岑多夫与总参谋长保羅·馮·興登堡代表军方支持这项提议。此前，在1916年12月22日给兴登堡的一份备忘录中，海军总司令部预估，若U型潜艇在5个月内每月平均击沉60万吨协约国船只，那英国将被迫求和。而美国的任何反应都将无果而终。最终在1917年1月31日，德国政府向美国宣布恢复无限制潜艇战政策，并于次日实施时，美国则以自1917年2月3日起與德國断交作为回应。此举也成为美国1917年4月6日对德宣战的因素之一。而虽说恢复无限制潜艇战后对协约国船只造成不小打击，但英国后来改进护航系统、反潜技术，降低了无限制潜艇战影响。

## 背景

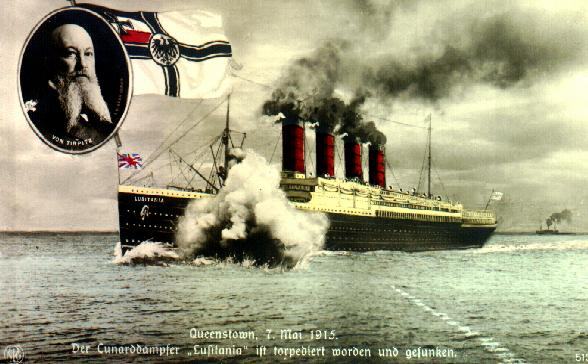
对无限制潜艇战第一阶段期间卢西塔尼亚号被击沉之艺术描写

作为同盟国一员的德国自1914年以来一直与英国和其他协约国国家交战。其中将物资往返运往大西洋两岸的英国和法国的商船对战争至关重要。自1915年2月4日起，德国实施无限制潜艇战，商船将在没有得到任何警告的情况下被U型潜艇击沉。1915年9月1日，卢西塔尼亚号和阿拉伯号轮船被U型潜艇击沉，一些美国公民因此而丧生。在美国方面的抗议下，无限制潜艇战被取消。
1916年，由于陆、海方面都没取得军事上的重大突破，军方提议恢复无限制潜艇战，但遭到时任宰相特奧巴爾德·馮·貝特曼-霍爾韋格、国务秘书兼副总理卡爾·赫弗里希和外交大臣戈特利布·馮·賈戈以「这将使剩余中立国转向反对德国」为由一同反对。12月29日，在西里西亚普什奇纳城堡德皇威廉二世与军方人士举行的会议上，特奧巴爾德·馮·貝特曼-霍爾韋格和卡爾·赫弗里希再次表达政府方面对恢复无限制潜艇战这一政策之担忧，但表示最终决定权在威廉二世手中。于是，德国皇室委员会计划于1917年1月9日召开会议讨论这一问题。
皇家会议（德語：Kronrat），枢密院形式之一，在此，官员们就国家事务向德皇提建议，皆在确定帝国在特定领域的政策。战前，召开皇家会议相当罕见，有时几年才召开一次。出席会议的一般是德皇、贵族、政府部长、高级将领及皇帝的军事和海军首脑。1914年7月29日时，皇家会议曾召开会议，并决定将七月危机升级为战争。1915年5月31日，皇家委员会决定结束第一阶段的无限制潜艇战；12月21日，会议决定发起凡尔登攻势；1916年3月，会议决定准许U型潜艇舰长在不发出预先警告时攻击协约国的商船，但同时保护客轮与中立国船只。

## 会议

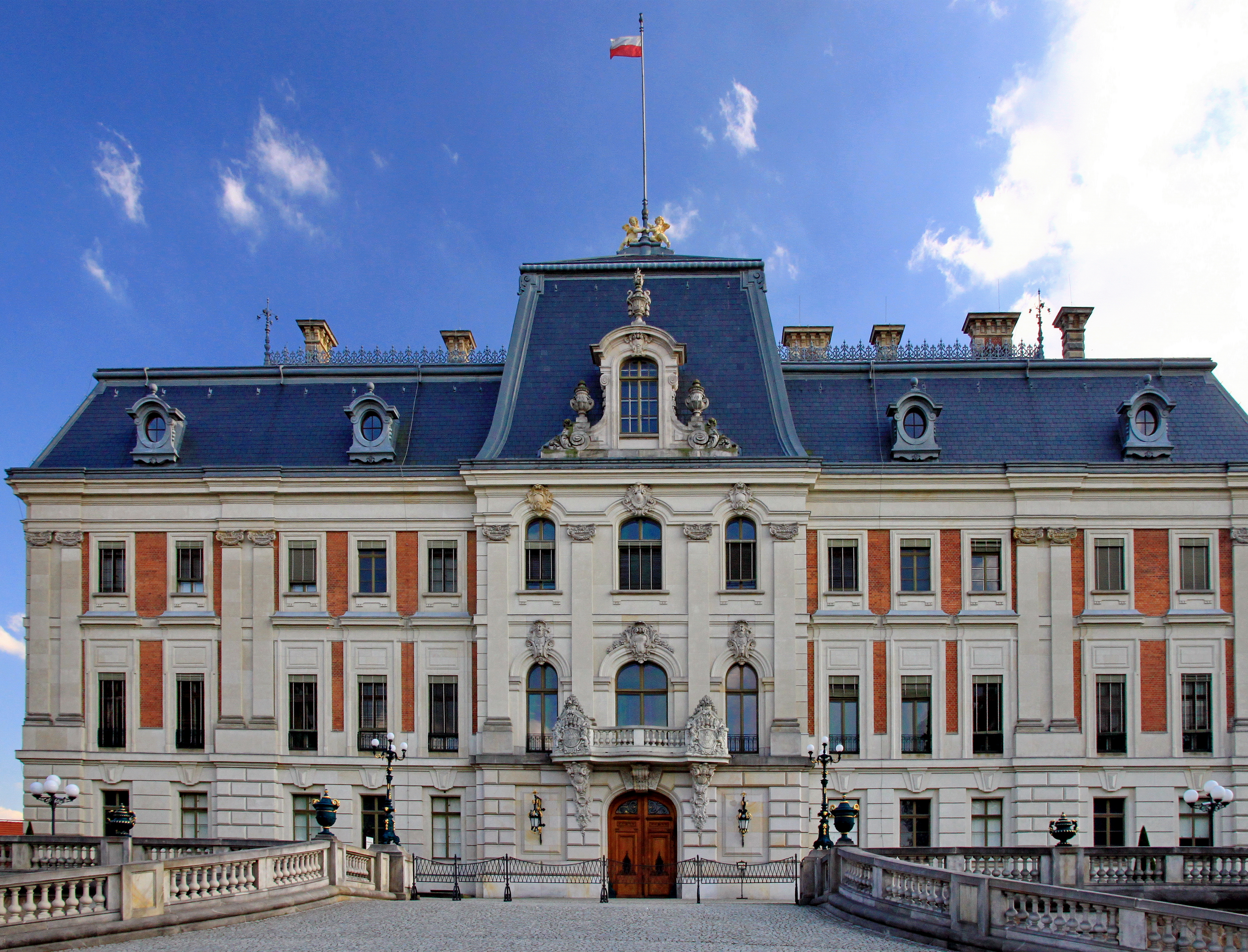
普什奇納城堡，今位于波兰普什奇納

会议召开前一天，1月8日，德国海陆军高级将领会面，确认他们同意在次日说服德皇威廉二世恢复无限制潜艇战。1月9日，在召开皇室委员会会议前，特奧巴爾德·馮·貝特曼-霍爾韋格与掌握军队实权的总参谋长保羅·馮·興登堡、陆军总监埃里希·魯登道夫会面，讨论政策。谈了大约一小时，其中馮·貝特曼提出不应该实施恢复政策之论点，但没能使两人想法改变。
同日18时，皇室会议召开，德皇威廉二世主持。出席会议的有特奧巴爾德·馮·貝特曼-霍爾韋格、兴登堡、鲁登道夫、海军内阁首脑格奥尔格·亚历山大·冯·穆勒、海军参谋部部长亨寧·馮·霍爾岑多夫、军事内阁首脑鲁道夫·冯·瓦伦蒂尼和军事内阁首脑莫里兹·冯·林克。与会人员围在大桌子旁，德皇威廉二世则依着桌子。
会上，兴登堡和霍爾岑多夫发言赞同恢复无限制潜艇战之政策，特奧巴爾德·馮·貝特曼-霍爾韋格反对，说：「但是，我们必须考虑美国可能因而参战，而她对英国的帮助将如向英国运送食物、提供财政援助、飞机和志愿者志愿部队」。兴登堡反驳说：「我们已准备好应对这问题了。潜艇行动将比他们再次出现的机会大，而我们可以且必须开始这些行动」。他还认为德军可以应付中立国丹麦及荷兰因该政策而向德国宣战之情况，并驳回了特奧巴爾德·馮·貝特曼-霍爾韋格关于长期维持中立地位的瑞士可能会参战的观点。霍爾岑多夫则说，参谋部认为，若该恢复政策得以实施，U型潜艇每月可以击沉大约六十万吨协约国商船，将使英国五个月内被迫求和。陆、海军方面的建议是，无限制潜艇战将在4到6个月内使英国退出战争，此时美国入战则毫无意义。而德皇威廉二世则引用了一位德国工业家在报纸上发表的文章，以支持恢复无限制潜艇战政策。
德皇威廉二世大体上同情患感冒的馮·貝特曼，但他一度变得不耐烦，说：「上帝啊，此人竟还有顾虑」。  其后，德皇威廉二世称，他被赞成恢复无限制潜艇战的论点说服，并表示将采取这一政策。而后，他在会上说：「若美国因此举而宣战，那么‘好得很’。但他指出，可能会采取措施，避免美国客轮因无限制潜艇战而沉没」。然而实际并没有实施这样的措施。德皇威廉二世做出决定后，馮·貝特曼表示，他虽仍不同意，但不再反对。格奥尔格·亚历山大·冯·穆勒说，馮·貝特曼的立场「与其说是赞同，不如说是接受事实」。当馮·貝特曼后来上床休息时，他告诫穆勒，恢复无限制潜艇战之决定可能导致德国不得不达成「极其温和」的和平条件。
德皇威廉二世亲信格奥尔格·亚历山大·冯·穆勒后来说，他认为德皇在会议前一天晚上已经决定恢复无限制潜艇战，他花时间阅读了霍爾岑多夫准备的一份备忘录。做出这一决定的因素之一被认为是，若不采纳恢复无限制潜艇战之政策，那兴登堡和鲁登道夫就会威胁辞职。馮·貝特曼曾考虑因皇室委员会做出的决定而辞职，但他决心继续充当一座堡垒，反对军方进一步的要求，努力维持美国中立。
德国盟友奥匈帝国直到1月20日霍爾岑多夫和德国外交事务国事秘书亚瑟·齐默尔曼在维也纳会见奥皇卡尔一世和其他奥地利政要时，才被告知德国重新实行无限制潜艇战的决定。在1月22日召开的皇家委员会会议上，奥地利同意加入无限制潜艇战的行动，而奥地利对潜艇和海军基地的支持对地中海的行动至关重要。许多奥地利政治家认为，虽是以德国请求的形式提出的，但德国方面并无让奥地利有更多选择，因而奥地利只能支持此政策。1月26日，德皇威廉二世和奥皇卡尔一世在柏林正式就无限制潜艇战达成正式协议。

## 后续
会议结束后，德国驻华盛顿大使于1月31日正式通知美国政府，将在英伦三岛附近水域、法国西海岸400海里（740；460英里）以内的海域及西班牙沿海水域和希腊航运线20海里（37；23英里）的航线上实行无限制潜艇战。在这些区域内的所有协约国或中立国船只将有可能在无预先得到警告的情况下遭到U型潜艇攻击。采取此政策之因是协约国拒绝了德国在1916年12月的和平提议，尽管德国政府是否认真考虑过协约国会首先接受这一和平提议值得怀疑。作为对德国恢复无限制潜艇战的回应，美国自1917年2月3日起与德国断交。接下来几个月，无限制潜艇战执行之区域被扩大，最终范围包括巴伦支海和北大西洋大部分海域。
而恢复无限制潜艇战的政策也是影响美国政府在4月6日对德国宣战的因素之一。恢复无限制潜艇战的政策实施后，U型潜艇击沉船只吨位在1916年2月增加到500,000吨，3月增加到600,000吨，4月增加到870,000吨。而英国也通过改善护航系统和反潜措施将沉船数量减少到可控范围，并最终使无限制潜艇战逐步失效，此时，德国的战败业已板上钉钉。馮·貝特曼反对恢复无限制潜艇战是他在1917年7月被解除宰相职务的原因之一。在这之后，德国迈向了一个更为军国主义式的政府。

### 引用
1. ↑  Weingartner, James J.; Manson, Janet M. . The Journal of Military History. 1991-10, 55 (4). ISSN 0899-3718. doi:10.2307/1985785.
2. 1 2  Sondhaus, Lawrence. . Rowman & Littlefield. 2017-08-11: 101–102  [2023-01-30]. ISBN 978-1-4422-6955-2. （原始内容存档于2023-01-30） （英语）.
3. ↑  . www.gwpda.org.   [2023-01-30]. （原始内容存档于2018-10-18）.
4. 1 2  LENGEL, E. G. Unrestricted Submarine Warfare. Military History, [s. l.], v. 28, n. 5, p. 21, 2012. Disponível em: https://search.ebscohost.com/login.aspx?direct=true&db=a9h&AN=66892896&site=eds-live&scope=site. Acesso em: 30 jan. 2023.
5. ↑  . Imperial War Museums.   [2022-12-09]. （原始内容存档于2022-12-09） （英语）.
6. 1 2 3  Watson, Alexander. . Penguin Books Limited. 2014-08-07: 271. ISBN 978-0-14-192419-9 （英语）.
7. 1 2  Schulz, Gerhard. . Routledge. 2022-02-06: 32. ISBN 978-1-000-53568-6 （英语）.
8. ↑  Mombauer, Annika; Deist, Wilhelm. . Cambridge University Press. 2003-11-17: 84, 88. ISBN 978-1-139-44060-8 （英语）.
9. ↑  Fischer, Henry William. . Hertag Publishing Corporation. 1922 （英语）.
10. ↑  Scott-Keltie, J.; Epstein, M. . Springer. 2016-12-28: xxvi. ISBN 978-0-230-27048-0 （英语）.
11. ↑  Clark, Christopher. . Routledge. 2013-09-13: 232. ISBN 978-1-317-89147-5 （英语）.
12. ↑  Buckingham, William F. . Amberley Publishing Limited. 2016-01-15: 49. ISBN 978-1-4456-4117-1 （英语）.
13. ↑  Martel, Gordon. . John Wiley & Sons. 2012-01-17: 290. ISBN 978-1-4051-9037-4 （英语）.
14. ↑  Mead, Gary. . Penguin Books. 2001: 61. ISBN 978-0-14-026490-6 （英语）.
15. 1 2 3 4 5 6 7 8  Beckett, Ian F. W. . Yale University Press. 2012-11-15: 107. ISBN 978-0-300-16366-7 （英语）.
16. 1 2 3 4 5 6 7 8  Mombauer, Annika; Deist, Wilhelm. . Cambridge University Press. 2003-11-17: 232. ISBN 978-1-139-44060-8 （英语）.
17. 1 2  Senior, Michael. . Pen and Sword. 2016-10-30: 191–193. ISBN 978-1-5267-0957-8 （英语）.
18. 1 2  Stibbe, Matthew. . Routledge. 2013-12-19: 25. ISBN 978-1-317-86654-1 （英语）.
19. ↑  Gonda, I.; Árvay, P. . Acta Historica Academiae Scientiarum Hungaricae. 1975, 21 (1/2): 67  [2023-01-30]. ISSN 0001-5849. JSTOR 42580685. （原始内容存档于2022-12-12）.
20. ↑  Gonda, I.; Árvay, P. . Acta Historica Academiae Scientiarum Hungaricae. 1975, 21 (1/2): 69–70  [2023-01-30]. ISSN 0001-5849. JSTOR 42580685. （原始内容存档于2022-12-12）.
21. ↑  Gonda, I.; Árvay, P. . Acta Historica Academiae Scientiarum Hungaricae. 1975, 21 (1/2): 68,71  [2023-01-30]. ISSN 0001-5849. JSTOR 42580685. （原始内容存档于2022-12-12）.
22. 1 2  Breemer, Jan S. . Government Printing Office. 2010: 41–42. ISBN 978-1-884733-77-2 （英语）.